# Скорбач Павло Дмитрович
Скорбач Павло Дмитрович (?-?) - член ВУЦВК.
Член РСДРП(б) з 1917 р. Керівник калузької Червоної гвардії. На початку 1918 р. командуючий військами Калузької радянської республіки, у квітні-липні 1918 - голова Ради народних комісарів Калузької радянської республіки. Згодом - комісар 1 українського полку залізничної охорони, член Київського тимчасового революційного комітету, помічник начальника тилу 12 армії. 